# 羅君強
羅 君強（ら くんきょう、1902年 - 1970年2月22日）は中華民国の政治家。南京国民政府（汪兆銘政権）の要人。幼名は光治。別名は光湜、別号は庸生、竹侯、健生、西西、西生。

## 事跡

### 共産党から国民党へ
1917年（民国6年）、長沙青年会日学校に入学する。翌年卒業して、上海の大同学院に入学した。1919年（民国8年）、病気により退学し、フランスへ勤工倹学に赴いた。しかし、ここでもやはり病気により途中帰国している。
1920年（民国9年）8月、長沙嶽雲中学に入学する。1922年（民国11年）春、中国社会主義青年団に加入し、まもなく中国共産党に加入した。7月、中学を卒業し、上海に赴いて中共第2回全国代表大会に参加した。しかし翌年、いったん共産党を離党している。
1924年（民国13年）初に党籍が復活し、湖南に戻って共産党湖南省委員会書記兼訓練委員会秘書となる。ところが翌年、またしても離党した。同年秋に上海の私立大夏大学に入学し、今度は中国国民党に加入している。1926年（民国15年）12月、学業を中途で断念して武漢へ向かう。武漢国民政府に加入し、張治中の配下となった。9月、南京中央軍官学校中校政治教官となった。
1929年（民国18年）、軍事委員会武漢委員長行営政訓部秘書長となる。1932年（民国21年）10月、浙江省海寧県（現在の海寧市）県長に転じた。翌年11月、軍事委員会南昌委員長行営に異動する。1935年（民国24年）春、軍事委員会重慶委員長行営秘書となった。1937年（民国26年）初頭に、軍事委員会弁公庁少将秘書兼弁公庁秘書処少将処長などに就任している。

### 周仏海側近として
1938年（民国27年）2月、羅君強は、周仏海が組織した芸文研究会に加入する。翌年2月、重慶から香港へ向かった。以後、羅は周の側近と目されるようになる。8月、上海へ移動して汪兆銘（汪精衛）と合流し、その下で国民党中央執行委員兼中央党部副秘書長（以後、この地位を4期務めた）に就任した。12月、陸軍軍官訓練団政訓処処長になる。
1940年（民国29年）3月、正式に南京国民政府が成立すると、羅君強は中央政治委員会副秘書長兼辺疆委員会委員長となった。7月には税警学校幹部訓練班弁公庁主任となり、周のために、事実上の軍事組織である「税警団」を創設した。翌年8月、社会行動指導委員会委員となる。また、南京の『中報』、上海の『平報』の2新聞社で社長となった。
1942年（民国31年）3月、司法行政部部長に任命された。1943年（民国32年）1月、最高国防会議秘書長に任じられる。翌月には新国民運動促進委員会委員となる。3月、中央税警総団中将総団長に任命された。12月、安徽省省長に任じられ、翌年9月には同省党部主任委員なども兼ねている。1945年（民国34年）1月、上海市長となった周仏海の下で秘書長に転じる。代理警察局局長、財政局局長などの市政府の要職も兼任した。
日本敗北後の8月19日、蔣介石の命令により周仏海が上海行動総隊司令部を創設し、総指揮に就任すると、羅君強は副総指揮となり、上海の治安維持を請け負った。しかし、9月30日に羅は逮捕され、1947年（民国36年）3月、漢奸として無期懲役の判決を受けた。
羅君強は、中華人民共和国成立後もそのまま収監され続けている。1970年2月22日、上海市の監獄で病没した。享年69。

## 注
1. ↑  税警団は、2万人規模の巨大組織であり、軍事力を有するのみならず、情報活動にも手を伸ばすなどした。これにより、「ＣＣ派」の周仏海は「公館派」の李士群に対抗するための組織を備えた。劉傑『漢奸裁判』、136頁。
2. ↑  徐友春主編『民国人物大辞典 増訂版』、2776頁。一方、劉傑前掲、151頁は、8月14日としている。